# Hudson Bay (plaats)
Hudson Bay is een plaats (town) in de Canadese provincie Saskatchewan en telt 1646 inwoners (2006).